# NGC 4735
NGC 4735 ist eine Balken-Spiralgalaxie mit hoher Sternentstehungsrate vom Hubble-Typ SBbc im Sternbild Haar der Berenike am Nordsternhimmel. Sie ist schätzungsweise 288 Millionen Lichtjahre von der Milchstraße entfernt und hat einen Durchmesser von etwa 70.000 Lichtjahren. Vom Sonnensystem aus entfernt sich die Galaxie mit einer errechneten Radialgeschwindigkeit von näherungsweise 6.400 Kilometern pro Sekunde.
Im selben Himmelsareal befinden sich unter anderem die Galaxien NGC 4738, PGC 94022, PGC 1846858, PGC 1852109.
Das Objekt wurde am 9. Mai 1885 von Guillaume Bigourdan entdeckt.